# The Tale of Mr. Tod
The Tale of Mr. Tod (em português: A História do Sr. Tod), é um livro infantil britânico escrito e ilustrado por Beatrix Potter, e editado pela Frederick Warne & Co em 1912. O livro conta a história de um texugo chamado Tommy Brock e o seu inimigo, o Sr. Tod, uma raposa. Brock rapta os filhos do coelho Benjamim e de sua mulher Flopsy, para os comer, e esconde-os num forno em sua casa. Benjamim e o seu primo Pedro seguem Tommy Brock para tentar salvar os pequenos coelhos. Quando o Sr. Tod encontra Brock a dormir na sua cama, decide expulsá-lo de casa. A primeira tentativa não tem sucesso, e os dois começam à luta. Afastados, os dois primos salvam os coelhos. O conto foi influenciado pelas histórias de Uncle Remus, e a acção decorre no Castle Farm de Beatrix. Neste livro, os desenhos a preto e branco dominam sobre aqueles a cores. A história é considerada uma das "mais complexas e bem-sucedidas em enredo e narrativa."
A editora de Beatrix queria que Mr. Tod fosse o primeiro de uma nova série de contos de Peter Rabbit em formato de maior dimensão com encardenação elaborada, mas Beatrix não gostou da ideia. Mesmo assim, Mr. Tod, e o livro seguinte, The Tale of Pigling Bland (1913), foram publicados no novo formato. As duas histórias foram as duas últimas produções completas de Beatrix. Ela continuou a publicar esporadicamente mas com ideias e ilustrações já anteriormente concebidas, e não com novas imagens e ideias. Em 1995, o conto foi adaptado para um filme animado pela série de antologia da BBC, The World of Peter Rabbit and Friends.